# スペイン労働者委員会
スペイン労働者委員会（スペイン語：Comisiones Obreras, CC.OO.）は、スペインの労働組合のナショナルセンター。
1960年代にフランシスコ・フランコ独裁政権下の官製職能組合において労働基本権を保障する運動体として地域毎に結成。結成初期はカトリックの影響も強かったが、次第にスペイン共産党の活動家が浸透。1976年に単一の全国組織となり、スペイン社会労働党系のスペイン労働者総同盟と勢力を二分するまでになった。
民主化後もスペイン最大のナショナルセンターとして影響力を行使し、フェリーペ・ゴンサーレス社会労働党政権下でも3回ゼネラル・ストライキを決行。続くホセ・マリア・アスナール国民党政権下でも失業保険改革において労働者総同盟と共に代表を送っている。